# أوسامو يوشيوكا
أوسامو يوشيوكا (باليابانية: 吉岡治؛ بالكانا: よしおか おさむ) هو كاتب أغاني وشاعر ياباني، ولد في 19 فبراير 1934 في ياماغوتشي في اليابان، وتوفي في 17 مايو 2010.

## وصلات خارجية
- أوسامو يوشيوكا على موقع ميوزك برينز (الإنجليزية)
- أوسامو يوشيوكا على موقع أول ميوزيك (الإنجليزية)
- أوسامو يوشيوكا على موقع ديسكوغز (الإنجليزية)